# Torsten Lindberg
Torsten Lindberg (14 de abril de 1917 - 31 de agosto de 2009) foi um futebolista sueco que atuava como goleiro, campeão olímpico.

## Carreira
Lindberg jogou por Husqvarna IF, IK Tord, Örgryte IS e IFK Norrköping. Como treinador ele treinou IFK Norrköping, Djurgårdens IF e AIK; ele também foi assistente técnico da Seleção Sueca de Futebol em 1958
Torsten Lindberg fez parte do elenco medalha de ouro, nos Jogos Olímpicos de 1948.
Ele competiu na Copa do Mundo FIFA de 1950, sediada no Brasil, na qual a seleção de seu país terminou na terceira colocação.